# Musée de l'Arles antique
Il Musée de l'Arles antique, noto anche come Museo dipartimentale di antiquariato di Arles o Museo blu, è un complesso museale aperto ad Arles nel 1995, in un moderno edificio progettato appositamente, dall'architetto Henri Ciriani sulla penisola dove si trovava l'antico circo romano, per ospitare le collezioni archeologiche particolarmente ricche della città. Dipende dal consiglio dipartimentale delle Bouches-du-Rhône e, nel 2012, è stato ulteriormente ampliato con una nuova ala per ospitare una imbarcazione romana rinvenuta nel Rodano nel 2006.

## Storia
Sin dal XVII secolo, le autorità locali riuscirono a rendere i cittadini di Arles consapevoli dell'importanza di preservare per il futuro il proprio patrimonio culturale formatosi nei secoli. Infatti, nel 1614, organizzarono la "Maison commune", la prima esposizione di una collezione pubblica di antiquariato. A seguito di ciò, un decreto comunale stabilì che ogni eventuale ritrovamento archeologico, avvenuto nel territorio della città, dovesse essere depositato nelle collezioni cittadine.
Nel XVIII secolo l'androne del nuovo municipio riservava uno spazio espositivo privilegiato per queste collezioni, consentendo la conservazione di importanti opere, oggi presenti nel museo, come il torso di Mitra (acquisito nel 1723), l'Altare della Buona Dea (1758) o la statua di Medea. Nello stesso periodo, i Giardini dell'antichità, veri e propri piccoli musei a cielo aperto, esponevano al pubblico i reperti trovati durante i lavori di valorizzazione della città. Nel 1784, padre Étienne Dumont allestì un piccolo museo sul famoso sito di Alyscamps.
Nel XIX secolo, l'importante ampliamento delle collezioni, dovuto alle scoperte e ai lavori di ristrutturazione della città, rese necessario il trasferimento di tutte le collezioni in uno spazio più ampio. Fu scelta la chiesa di Sainte-Anne che, nel 1826, venne trasformata in un museo archeologico noto come Museo lapideo.
Nel XX secolo, la carenza di spazio portò all'annessione, nel 1936, della cappella dei Gesuiti, i quali costrinsero arbitrariamente a separare le collezioni pagane da quelle cristiane, che sarebbero state riunite nuovamente soltanto nella nuova struttura nel 1995.

## Sviluppo del museo

### Progetto
Nel 1968 il curatore dei musei di Arles, lo storico Jean-Maurice Rouquette, decise di sviluppare un progetto tendente alla costruzione di un nuovo museo destinato a riunire tutte le collezioni archeologiche di Arles in un unico luogo. Prevedeva la realizzazione di un laboratorio di restauro del mosaico e di un laboratorio di archeologia. Il nuovo museo avrebbe dovuto consentire la conservazione in situ, in buone condizioni, di tutte le collezioni del patrimonio archeologico di Arles e la loro presentazione al pubblico in tutta la loro diversità e integrità.
La necessità di spazio fu quindi il primo criterio nella scelta del sito per la costruzione del nuovo edificio. La scelta cadde su un sito, già utilizzato in epoca romana per la costruzione del circo, sulle rive del Rodano, alla periferia sud-ovest della città. Questo luogo aveva anche il vantaggio di non essere troppo distante dal centro storico e di rimanere vicino ai resti dei monumenti romani. Per la costruzione dell'edificio venne scelto il progetto dell'architetto Henri Ciriani, che realizzerà poi, nel 1992, l'Historial de la Grande Guerre a Péronne. Ciriani, seguace del modernismo, rinnovò la visione del museo proponendo il concetto della "Città museo" e progettando un edificio triangolare atipico dove il visitatore è invitato a muoversi come in una città.

## Realizzazione
Costruito con una pianta a base triangolare, l'edificio si articola intorno a un patio, consentendo così di separare, in tre ali distinte, le tre attività essenziali del museo:
- l'ala delle collezioni permanenti, il cui percorso, suddiviso in sette sezioni crono-tematiche, copre: 
  - l'antica Arelate prima dell'arrivo dei romani
  - i romani ad Arles
  - il grande porto fluviale
  - attività artigianali e agricole
  - vita quotidiana
  - riti funebri e pratiche del mondo romano di Arles e del mondo cristiano
- l'ala della cultura, dedicata alla conoscenza e allo scambio culturale, ospita:
  - una biblioteca
  - strutture per la conservazione dei reperti
  - il servizio pubblico e l'accoglienza dei visitatori.

L'ala è simboleggiata dal colore dello spirito, il bianco;
- l'ala scientifica, identificata dal colore rosso delle pareti, sinonimo di vitalità, riunisce:
  - fotografici e archeologici
  - il laboratorio di restauro
  - gli oggetti di magazzino non compresi nell'esposizione.

Il verde, il colore del metallo invecchiato, evoca la traccia del tempo. L'edificio, dall'aspetto molto contemporaneo, è realizzato in cemento. Le facciate sono ricoperte da lastre di smalto, un materiale vetroso di colore blu, che simboleggia l'azzurro del cielo senza tempo di Arles, cosa che gli è valso il soprannome di Museo Blu. La disposizione delle opere in mostra è stata studiata per mettere in risalto alcuni pezzi particolarmente importanti, come la colossale statua di Augusto, pezzo chiave delle collezioni, o i mosaici, spesso grandi pavimentazioni, visibili da una passerella pedonale sopraelevata come quelle presenti nella Villa romana del Casale di Piazza Armerina.

## Estensione
La tematica del museo è il grande porto fluviale di Arelate.
Per ospitare l'antica chiatta Arles Rhône 3, lunga 31 metri e scoperta nel Rodano nel 2006, l'edificio è stato ampliato con un'appendice della superficie di 800 m2 sul lato nord-ovest. Iniziata nel 2012, questa ala, del costo di 6 milioni di euro, è stata inaugurata nell'ottobre 2013. La chiatta, che era completamente intrisa d'acqua, è stata oggetto di un protocollo di conservazione-restauro, presso il laboratorio ARC-Nucléart di Grenoble, per consentirne l'esposizione. Il supporto della barca è stato poi abilmente nascosto: la chiatta è posizionata sopra una fossa, dando così l'impressione che stia galleggiando. Attorno ad essa sono esposti gran parte degli oggetti prelevati durante le operazioni di scavo del relitto Arles Rhône 3, nonché resti archeologici scoperti nel delta del Rodano. Ad esempio, un raro esemplare di ancora in legno con puntale di piombo, su cui compare un'immagine di Venere.
L'autore dell'architettura del museo, Henri Ciriani, male informato e considerando snaturata la sua opera triangolare, dopo aver scoperto la modifica, presentò una denuncia all'Ordine degli architetti. Il 17 gennaio 2013, il tribunale di grande istanza di Marsiglia ha ordinato al consiglio generale delle Bouches-du-Rhône di pagare all'architetto un indennizzo di 30 000 euro per i danni d'immagine. Dopo il ricorso di Henri Ciriani, la causa è stata portata dinanzi alla Corte d'appello di Aix-en-Provence. Nel gennaio 2016 questa ha emesso una sentenza secondo la quale non veniva riconosciuta la violazione del copyright dell'architetto e revocava il giudizio iniziale del TGI di Marsiglia sulla base del fatto che non c'era sproporzione tra l'ampliamento del museo e la necessità di un nuovo locale per esporre la barca e altri nuovi artefatti.
- Antica chiatta Arles Rhône 3
- Prua
- La chiatta viosta da poppa
- Poppa
- Remo-timone

## Collezioni museali
Nella presentazione del materiale in esposizione è stata applicato un criterio cronologico, principalmente per il periodo pre e post-romano, all'inizio e alla fine del percorso espositivo. Tra i due temi differenti si sviluppano, in spazi individualizzati, oggetti collocati in base ad un criterio di omogeneità. Il museo ha anche conservato una copia, nello stato iniziale, della famosa Venere di Arles, il cui originale, restaurato da François Girardon, è conservato a Parigi nel Museo del Louvre. Questa statua è l'emblema del museo e una copia di quella del Louvre, poi modificata, ornava la facciata del museo prima dell'ampliamento. Ora è visibile all'interno dell'auditorium. Poiché gli scavi sottomarini del Rodano, nel 2007, hanno portato alla luce una testa che si suppone rappresenti Cesare, questo frammento di statua è senza dubbio il fiore all'occhiello del museo.
Le collezioni museali sono suddivise in diversi periodi:
- preistoria;
- protostoria: mostra oggetti del periodo tra la fondazione di Marsiglia, da parte dei marinai greci di Focea intorno al 600 a.C., a quella di Arles da parte di Giulio Cesare;
- l'alto e il basso impero: con reperti che vanno dalla fondazione della città, nel 46 a.C. alla caduta dell'Impero romano nel 476;
- tarda antichità: materiale relativo al tempo che intercorre tra il IV e il VI secolo, con una notevole collezione di sarcofagi paleocristiani.

- Sarcofagi di Arles
- Sarcofago di Fedra ed Ippolito (metà del III secolo).
- Sarcofago di Idra Tertulla (metà del IV secolo).

## Monumenti

### Teatro
Il teatro romano di Arles, costruito alla fine del I secolo a.C. in cima alla collina Hauture, poteva ospitare diecimila spettatori seduti in trentatré file di gradoni scavati nella roccia. La parete del fondale del palcoscenico era riccamente decorata con colonne e nicchie in cui erano collocate numerose statue. Tra i resti scoperti in questo sito ed esposti nel museo, si possono citare:
- la colossale statua di Augusto, in marmo, alta 3,10 metri: il torso fu scoperto nel 1750 mentre la testa, perfettamente imparentata, fu ritrovata nel 1834. Questa statua adornava la parte centrale della parete di fondo del palcoscenico del teatro romano;
- l'altare di Apollo, in marmo di Carrara del I secolo a.C., decorava la base del palcoscenico ("pulpitum"). Il dio, con il gomito appoggiato su una lira, è seduto su un trono dai piedi decorati. L'avancorpo, a forma di lesena, è decorato con uccelli e foglie di alloro. Sulle facce laterali è raffigurato il martirio di Marsia;
- l'altare del cigno, in marmo di Carrara, risale alla fine del I secolo: l'iconografia di questo altare si riferisce alla nascita di Apollo, poiché i cigni sorvolarono l'isola di Delo al momento della nascita del dio;
- la Venere di Arles: originale in marmo, raffigurante Afrodite, è esposta al Louvre, mentre una copia, in gesso del XVIII secolo, è presentate all'interno del museo;
- un busto in marmo di un giovane principe non identificato;
- un busto di Afrodite: realizzato in marmo bianco e noto come Testa di Arles, rappresenta la dea dell'amore, che ha delle trecce separate da un cerchietto e raccolte in una crocchia bassa.

- Vestigia scultoree del teatro
- Statua di Augusto.
- Venere di Arles, copia in gesso
- Busto di Afrodite (Testa di Arles).

### Anfiteatro
L'anfiteatro venne costruito, sul pendio a nord della collina Hauture, durante l'ultimo decennio del I secolo a.C. Con i suoi 136 metri di lunghezza e 107 di larghezza, si collocava al ventesimo posto tra le arene del mondo romano. Deve il suo relativamente buono stato di conservazione al fatto di essere stato trasformato, durante l'Alto Medioevo, in una postazione militare prima di essere occupato da case poi demolite nel XIX secolo. Un plastico, in scala 1/100, mostra l'intero anfiteatro con, in particolare, l'ubicazione dei pali che permettevano di sorreggere un telone per proteggere gli spettatori dal sole. Alcuni oggetti illustrano le varie attività che potevano svolgersi nell'arena: statuette in bronzo di gladiatori, una lucerna decorata con due gladiatori in lotta ed altro materiale ancora.

### Circo
Il circo di Arles si trovava nelle immediate vicinanze dell'attuale museo. Doveva essere lungo 450 metri x 100 di larghezza e poteva ospitare circa ventimila spettatori. La natura paludosa del suolo richiese, per la sua stabilizzazione dalla spinta dell'acqua del fiume, circa venticinquemila pali di legno di pino o quercia. L'analisi dendrocronologica di questi pali ha permesso di datare abbastanza precisamente la costruzione di questa struttura agli anni 148 o 149 dell'era volgare. Nelle sale sono in mostra alcuni pali perfettamente conservati. Il circo era utilizzato principalmente per le corse delle bighe che sono evocate dall'esposizione di tre bassorilievi ritrovati nel tardo bastione della città.
- Il circo
- Corsa delle bighe, bassorilievo
- Corsa delle bighe, bassorilievo
- Corsa delle bighe, bassorilievo

### Dei ed eroi
Arles, una colonia romana, adottò la religione dell'Impero. Curiosamente, il culto dei grandi dei del pantheon romano ha lasciato poche tracce perché le distruzioni perpetrate in epoca cristiana furono probabilmente molto numerose. La diversità dei culti è rappresentata da diverse vestigia: altari, stele e sculture di diverse divinità. Si possono citare ad esempio:
- un altare, in marmo bianco, dedicato alla Dea Buona; l'altare è decorato con una corona di foglie di quercia e due spighe, simbolo della benevolenza della dea;
- una testa, in marmo, della dea Minerva;
- una statua in calcare di Medea, alta 132 cm; viene rappresentata con la spada in alto, mentre si prepara ad uccidere i due figli che aveva avuto da Giasone;
- il sarcofago delle Muse: Apollo, riconoscibile dalla lira che tiene nella mano destra, è mostrato al centro circondato dalle Muse figlie di Zeus e Mnemosine. Le uniche Muse riconoscibili sono Melpomene che tiene una mazza e Talia con una maschera teatrale in mano;
- una testa di Niobide;
- un fauno di bronzo;
- una testa in calcare di Mitra il cui culto, di origine iraniana, era stato importato dal Vicino Oriente dai soldati romani;
- una statua, in marmo, del dio Aiôn, scoperta nel 1598 nelle fondamenta del mulino ad acqua sul canale di Craponne.

- Gli dei e gli eroi
- Altare alla Dea Buona
- Statua di Medea
- Sarcofago delle Muse
- Testa di Mitra
- Statua del dio Aiôn

### Mosaici
Nel museo sono esposti numerosi mosaici, per lo più provenienti dal quartiere Trinquetaille sulla riva destra del Rodano, dove si trovavano diverse ricche ville romane. I mosaici esposti sono stati realizzati con due diverse tecniche:
- l'opus tessalum: le tessere, piccoli elementi colorati di forma cubica, venivano assemblate mediante malta su una superficie piana, da rivestire, realizzando disegni geometrici e figure di diverso genere;
- l'opus sectile: pavimentazione realizzata utilizzando lastre di marmo o pietre dure per formare molteplici figure geometriche: quadrati, rombi, esagoni, ed altre ancora.

I mosaici in mostra sono:
- Il mosaico del Ratto di Europa: all'interno di un pannello, delimitato da una treccia a due fili, è rappresentato il Ratto di Europa, principessa fenicia, figlia di Agenore (re di Tiro), con Zeus trasformato in un toro bianco.
- Il mosaico del Kantharos: soltanto una parte di questo mosaico, risalente al II secolo, è stata recuperata ed esposta al pubblico. Raffigura un kantharos con ventre goffrato con anse ad S da cui scaturisce una doppia chioma vegetale.
- Il mosaico dello Zodiaco o il Genio dell'Anno e delle Stagioni: scoperto nel 1914, è decorato, al centro, con un ottagono al cui interno è rappresentato un giovane imberbe, con il braccio destro infilato nel cerchio dello zodiaco e con nella mano sinistra uno scettro rosso. Adiacenti, a questo ottagono centrale, ci sono altri quattro ottagoni e quattro quadrati in posizione alternata. I quattro ottagoni sono occupati da busti che rappresentano le stagioni: inverno con una donna velata; primavera con una giovane donna che indossa una corona di fiori; estate con un giovane uomo coronato di spighe e fiori; autunno, molto degradato, con una testa che porta una corona di fogliame. I quadrati sono decorati con nodi di Salomone o fiori.
- Mosaico geometrico: scoperto nel 1987, risale agli anni 170-180. Presenta una composizione di rombi e quadrati. Due grandi quadrati sono decorati con fiori e sette piccoli con nodi di Salomone. I rombi assemblati formano quattro semistelle. Il tutto è delimitato da una treccia a due fili.
- Il mosaico di Orfeo: scoperto nel 1934, rappresenta, all'interno di un ottagono, Orfeo vestito in stile orientale e con indosso un berretto frigio. Suona una lira con nove corde, lo stesso numero di quello delle Muse. Lo circondano animali selvaggi pacificati dalla sua musica: pantera, leone, toro, cervo, volpe, gazzella, pernice ed altri. Tutt'intorno i quadrati e i rettangoli sono decorati con motivi diversi: trecce con due fili che formano un cerchio, motivi floreali e altro.
- Il mosaico della Medusa
- Il mosaico Annus-Aiôn

- Mosaici
- Ratto di Europa
- Mosaico a motivi geometrici
- Mosaico di Annus-Aiôn
- Mosaico dell'Annunciazione: corteo dionisiaco
- Mosaico di Medusa

### Riti funebri
Ad Arles sono state trovate cinque necropoli romane: una si trova a nord, nel distretto di Trébon; la seconda, la più famosa, è quella di Alyscamps nel sud-est; la terza, che si trovava nei pressi del circo, è andata distrutta a seguito dello scavo di un bacino per chiatte; le ultime due si trovano sulla riva destra del Rodano nel distretto di Trinquetaille. Questi siti hanno fornito numerosi reperti che sono in mostra nel museo.
- Mausoleo: durante gli scavi del bacino per le chiatte sono stati rinvenuti elementi di un mausoleo. Nel museo è esposto un modello con la ricostruzione dello stesso.
- Stele del ritratto: risalente alla prima metà del I secolo, rappresenta due busti, quello di Chia, una serva liberta e quello della sua protettrice, Filematio, che tiene una mela nella mano destra.
- Cippo con ritratto del I secolo che rappresenta una coppia di sposi e i loro due figli, un ragazzo e una ragazza. Il centro è occupato dalle due donne: a sinistra la madre con gli orecchini e a destra la figlia velata.
- Coperchio di una tomba, a forma di tetto a due falde, con parapetti a forma di maschera. Scoperto nel 1985, nella necropoli del circo, questo reperto risale al III secolo. I volti delle maschere sono atteggiati a smorfie, con le bocche spalancate e le labbra orlate.

In quest'area di riti funebri, il museo presenta un'eccezionale collezione di sarcofagi pagani e cristiani che riflette la ricchezza della società di Arles nel corso dei secoli. Alle pareti sono appese iscrizioni funebri e frammenti di sarcofagi.
- Sarcofago di Fedra e Ippolito: questo manufatto, in marmo, rinvenuto nel 1891, proviene dalla contrada Trinquetaille e risale alla metà del III secolo. È costituito da una vasca e da una copertura a forma di letto dove il defunto viene mostrato sdraiato. Sulla vasca è rappresentata la storia di Ippolito, figlio di Teseo, e di Fedra.
- Sarcofago di Marcia Romania Celsa: scoperto nel 1974, in un fosso della strada per Saintes-Maries-de-la-Mer, risale al secondo quarto del IV secolo. Al centro del coperchio si trova un medaglione circolare su cui è inciso l'epitaffio della defunta Marcia Romania Celsa. A sinistra del cartiglio sono rappresentati alcuni giovani ebrei gettati nella fornace e a destra l'adorazione dei Magi. Sul sarcofago è rappresentato, al centro, un orante; a sinistra tre scene sono dedicate a San Pietro, alla Fonte miracolosa e al battesimo del centurione, all'arresto di Pietro e all'annuncio del rinnegamento con il gallo; a destra la moltiplicazione dei pani, la guarigione del cieco e la resurrezione di Lazzaro.
- Sarcofago della Trinità o degli sposi: anche questo sarcofago, in marmo bianco, è stato scoperto nel 1974 ai margini della strada per Saintes-Maries-de-la-Mer e risale al secondo quarto del IV secolo. La copertura è decorata con scene del Nuovo Testamento con, da sinistra a destra, i giovani ebrei davanti a Nabucodonosor, il sacrificio di Abramo, Adamo ed Eva cacciati dal paradiso terrestre, la consegna della Legge a Mosè e le offerte di Caino e Abele. La vasca presenta un doppio registro, il cui fregio superiore è decorato al centro con un medaglione a forma di conchiglia al cui interno è rappresentata una coppia di sposi. Dopo una scena difficile da interpretare, da sinistra a destra, si trova la guarigione del paralitico, quella del cieco e del cananeo; infine l'annuncio del rinnegamento di Pietro con il gallo ai piedi dell'apostolo. Il registro inferiore inizia con l'adorazione dei Magi, seguita dalla Fonte miracolosa e dall'insegnamento di Pietro.
- Sarcofago della caccia: anche questo sarcofago, in marmo bianco, è stato scoperto nel 1974 lungo la strada per Saintes-Maries-de-la-Mer e risale al secondo quarto del IV secolo. Sul coperchio, ai lati di una tessera anepigrafica sorretta da due amorini, è rappresentato il ritorno dalla caccia: a sinistra due cacciatori trasportano un cervo mentre un terzo porta sulle spalle dell'altra selvaggina; a destra, cinque cacciatori, che tengono i loro cani al guinzaglio, portano sulle spalle la selvaggina racchiusa in una rete. Sulla vasca sono rappresentate due scene di caccia: a sinistra un cacciatore a piedi e un cavaliere attaccano, con una lancia, un enorme cinghiale, e a destra tre cavalieri spingono tre cervi verso una rete tesa dalla cima di un albero.
- Sarcofago dell'orante: questo sarcofago, in marmo di Carrara con strigili, risale alla fine del IV secolo. Al centro è rappresentato l'orante velato davanti a un drappeggio annodato agli angoli superiori. Ad entrambe le estremità due apostoli, rivolti verso la figura centrale, compiono un gesto di acclamazione. Il rilievo reca tracce di doratura, il che dimostra che questo sarcofago era senza dubbio dipinto e impreziosito con l'oro.

- Sarcofagi
- Pedra e Ippolito
- Maria Romania Celsa
- La Trinità o gli sposi
- Scene di caccia
- L'orante

- Sarcofago di Concordio: questo sarcofago, in marmo di Carrara, risale agli anni 380-390. Al centro della copertura è posta una tessera con ai lati i dodici apostoli che leggono la Legge. La vasca, decorata con grifoni sui lati corti, rappresenta al centro Cristo Dottore, seduto sotto un portico, che tiene nella mano sinistra un libro aperto. È circondato dai suoi dodici apostoli, sei su ogni lato. Ad entrambe le estremità, due gruppi di fedeli: uomini a sinistra e donne a destra.
- Sarcofago della consegna della Legge a San Pietro: questo sarcofago, in marmo di Carrara, risale alla fine del IV secolo. Diviso in cinque nicchie, rappresenta al centro il Cristo barbuto, in piedi sul monte da cui sgorgano i quattro fiumi del Paradiso; porge il libro srotolato della Legge a Pietro, che avanza verso di lui, a destra, portando la croce e assistito da un apostolo. Alla sinistra di Cristo stanno Paolo, riconoscibile dalla sua calvizie, e un apostolo, separato da una palma, che porta la fenice, simbolo della resurrezione. Ad entrambe le estremità si riconosce, a sinistra la lavanda dei piedi e a destra l'apparizione di Cristo davanti a Ponzio Pilato con la scena del lavaggio delle mani.
- Sarcofago del passaggio del mar Rosso: questo tema ricorre frequentemente sui sarcofagi di Arles, due dei quali portano questo nome:
  - il primo è un elemento di un sarcofago: la scena rappresenta gli israeliti alla testa dei quali marcia la profetessa Maria, sorella di Mosè, e l'annegamento dell'esercito del faraone nel mar Rosso che si chiude improvvisamente al comando del bastone di Mosè;
  - il secondo è un sarcofago completo, i cui lati piccoli sono decorati con motivi di tartaruga. La scena della facciata principale del sarcofago è molto simile alla precedente.
- Sarcofago eucaristico: risalente alla metà del IV secolo, questo sarcofago, in marmo di Carrara, è diviso in sette nicchie separate da lesene scanalate con capitelli compositi. Al centro c'è il Cristo senza barba che regge il rotolo della Legge. Gli altri personaggi vanno da sinistra a destra: Abramo che impugna una spada sopra un altare, San Pietro, un apostolo che presenta un cesto di pane a Cristo, alla destra di questo un altro apostolo che offre il pesce, San Giacomo il Minore e infine Daniele con l'altare ai piedi del quale giace il drago avvelenato dei babilonesi.
- Sarcofago con alberi: realizzato in marmo proconnese, questo sarcofago ha sette nicchie formate da alberi di ulivo, in cui sono alloggiate delle colombe; attorno all'ultimo tronco d'albero, a destra, un serpente si snoda verso un nido pieno di uova. Al centro c'è l'orante che atteggia le mani in un gesto di preghiera. Su entrambi i lati sono raffigurati alcuni miracoli di Cristo: a sinistra la resurrezione del figlio della vedova di Naïm, la guarigione della figlia di una donna cananea e la moltiplicazione dei pani, e a destra il miracolo delle nozze di Cana, la guarigione di un cieco e quella di un paralitico.

- Sarcofagi
- Concordio
- Consegna delle leggi a san Pietro
- Passaggio del mar Rosso
- L'Eucaristia
- Sarcofago con alberi

- Sarcofago della Casta Susanna: questo sarcofago, in marmo di Carrara, ha un doppio registro e ha al centro il medaglione dei due sposi. Le scene nel registro superiore non sono eseguite in ordine cronologico; a destra del medaglione è rappresentata Susanna che legge il libro della Legge tra due alberi dietro i quali si nascondono i vecchi. All'estrema sinistra questi vengono portati davanti a Daniele seduto su una roccia vicino alla quale si trova Susanna mentre gli accusatori vengono picchiati. All'estrema destra c'è il giudizio di Pilato con la brocca posta su un treppiede vicino. Sul registro inferiore si riconosce, da sinistra a destra: il rifiuto, da parte dei giovani ebrei, di adorare l'idolo di Nabucodonosor, Daniele rinchiuso nella fossa dei leoni e infine il passaggio del Mar Rosso con il travolgimento del carro del Faraone, la processione degli Israeliti che sostengono i vecchi con Maria in testa e Mosè che tocca le onde con il suo bastone.
- Sarcofago di Cristo con aureola: questo sarcofago, con strigili della fine del IV secolo, rappresenta Cristo al centro con due apostoli ai lati.
- Sarcofago della Natività: questo sarcofago, con strigili e marmo di Saint-Béat, risale alla fine del IV secolo. Il medaglione centrale è su due registri; in alto la Vergine è seduta accanto ad una culla sopra la quale sono rappresentati il bue e l'asino; un pastore che indossa il "pedum" si trova di fronte alla Vergine. Nel registro inferiore è rappresentata l'adorazione dei Magi guidati dalla stella che appare sopra la testa della Vergine nel registro superiore; sono vestiti con una tunica e indossano un berretto frigio. Entrambe le estremità del sarcofago sono decorate con scene dell'Antico Testamento: a sinistra Mosè che riceve le tavole della Legge e a destra il sacrificio di Abramo con un ariete sospeso per le corna in un roveto, destinato a sostituire il figlio Isacco nel sacrificio al Signore.
- Sarcofago di Anastasis: questo sarcofago, in marmo, risale alla fine del IV secolo. La copertura reca al centro la tessera anepigrafica sorretta da due geni alati; è terminato alle estremità da due acroteri a forma di testa. Tra ogni acroterio e il medaglione centrale si trova un medaglione incorniciato di perline sostenuto da due genii alati: quello di sinistra rappresenta una donna e quello di destra un giovane visto di profilo. Il centro del sarcofago è occupato dalla croce di Anastasis sormontata da una corona; da ogni lato si muovono verso la croce due gruppi di sei apostoli, alcuni di fronte, altri di profilo o addirittura visti dal retro. Sopra la testa di ogni apostolo una corona è tenuta da una mano che emerge da un cielo stellato.
- Sarcofago degli Apostoli: ritrovato nel 1949, è decorato con strigili e risale alla fine del IV secolo; rappresenta al centro il Cristo senza barba con capelli ricci, che tiene nella mano destra una croce di pietre preziose. Ai suoi piedi due adoranti: a sinistra un bambino in piedi sostiene il piede della croce con la sua clamide e a destra una donna inginocchiata, con il capo velato, fa il gesto dell'adorazione. Alle estremità due apostoli, San Pietro, a sinistra, capelli barbuti e crespi, e a destra, San Paolo, con la testa calva che porta una corona con "lemnischi"[8][9].

- Sarcofagi
- La casta Susanna
- Christo con l'aureola
- La Natività
- Anastasis
- Gli Apostoli

- Sarcofago della storia di Giona: questa facciata di sarcofago, in marmo, proviene da Alyscamps. Si compone di due registri con al centro un medaglione a forma di conchiglia in cui sono rappresentati gli sposi. Sul registro superiore sono mostrati da sinistra a destra: il sacrificio offerto da Caino e Abele, la guarigione del cieco e la consegna della Legge a Mosè; oltre la conchiglia, il sacrificio di Abramo, la moltiplicazione dei pani e dei pesci, il trono di San Pietro e il suo arresto. Nel registro inferiore si riconoscono l'orante velato tra due alberi, le nozze di Cana, Daniele che avvelena il drago babilonese, circondato da un albero; sotto il medaglione centrale si sviluppano tre scene della storia di Giona inghiottito dalla balena, ributtato sulla riva e che riposa nella dimora del Beato. Si riconoscono quindi Adamo ed Eva attorno all'albero della conoscenza del bene e del male e Daniele nella fossa dei leoni.
- Il sarcofago dell'addio di Cristo: questo sarcofago è in marmo proconnese. Al centro, il Cristo senza barba, con i piedi appoggiati su uno sgabello, tiene un volume mezzo srotolato. Saluta i suoi apostoli, due dei quali sono prostrati ai suoi piedi e altri due in lacrime si velano il volto. A sinistra sono mostrate la Fonte miracolosa e i tre ebrei che rifiutano di adorare l'idolo di Nabucodonosor, e a destra la resurrezione della figlia di Zaira che Cristo solleva dal suo letto prendendole il braccio.
- Sarcofago del trono di San Pietro: questo sarcofago, in marmo di Carrara, è datato intorno all'anno 330 e proviene dagli Alyscamps. L'orante al centro, velato, è circondato dai due santi che lo sostengono. Da sinistra a destra vengono mostrate le seguenti scene: la moltiplicazione dei pani e dei pesci, il sacrificio di Abramo e la guarigione del paralitico. Dall'altra parte dell'orante, la guarigione del cananeo inginocchiato, poi il trono di San Pietro; Cristo incoraggia con la sua presenza l'apostolo seduto, leggendo un libro su cui è inciso il monogramma di Costantino, mentre un soldato è prostrato ai suoi piedi e altri due lo circondano per fermarlo.
- Sarcofago della Samaritana: parte di un particolare di sarcofago, in marmo di Carrara, con strigili. La scena centrale rappresenta la Samaritana con Cristo vicino al pozzo e in basso l'episodio di Zaccheo appollaiato su un sicomoro, al quale Cristo annuncia la sua prossima visita.
- Sarcofago del Buon Pastore: frammento di sarcofago, della prima metà del IV secolo, raffigurante al centro il buon pastore che porta una pecora sulle spalle accanto ad un orante velato. A sinistra l'arresto di Pietro e a destra i miracoli di Cristo.

- Sarcofagi
- Storia di Giona
- L'addio di Cristo
- Il trono di san Pietro
- La Samaritana
- Il buon pastore

### Porto fluviale
Il porto di Arles, sul fiume Rodano, fungeva da collegamento tra il mondo mediterraneo e il Nord Europa. Le collezioni presentate nell'ampliamento del museo illustrano le navigazioni e le navi, marittime, fluvio-marittime e fluviali, che navigavano nel delta del fiume. Si ricordano anche i traffici del porto antico e quelli tra Arelate e le province romane.
Il delta del Rodano era un'area particolarmente frequentata dalle navi poiché consentiva il transito delle merci, prodotte nel bacino del Mediterraneo, verso l'interno dell'Impero e viceversa.
Il museo conserva la più importante collezione di oggetti archeologici subacquei. Riunisce 400 reperti conosciuti come beni culturali marittimi (BCM), trovati nel Rodano e nel suo delta (Arles, Saintes-Marie-de-la-Mer e il Golfo di Fos). Di conseguenza, dal 2016 è stato riconosciuto come museo marittimo.
Nel 2018 il museo ha presentato una mostra temporanea: “Sollevare l'ancora, alzare le vele! Navi e navigazione in epoca romana” che riuniva una sessantina di oggetti di antiquariato.
- Allestimenti presentati durante la mostra
- Corda di scandaglio
- Pompa
- Anelli di carico
- Moque
- Ancora in pietra a tre fori

### Altre attività
Il museo ha determinato anche la creazione del giardino Hortus, un giardino di ispirazione romana, attiguo al museo, e che ricorda il vicino circo romano.